# 伊泽龙
伊泽龙（法語：Izeron，法語發音：[izʁɔ̃]）是法国伊泽尔省的一个市镇，位于该省中西部，属于格勒诺布尔区。本市镇东部蒙沙尔东山上（Montchardon）建有噶玛敏久林寺（藏語：ཀརྨ་མི་འགྱུར་གླིང་，藏语拼音：Garma Min'gyur Ling），建筑群风格为法兰西式与藏式的混合式样，为藏传佛教在欧洲的一个中心。

## 地理
伊泽龙（45°8'48"N, 5°22'33"E）面积17.19 平方千米，位于法国奥弗涅-罗讷-阿尔卑斯大区伊泽尔省，该省份为法国东南部内陆省份，北起顺时针与安省、萨瓦省、上阿尔卑斯省、德龙省、阿尔代什省、卢瓦尔省和罗讷省。
与伊泽龙接壤的市镇（或旧市镇、城区）包括：圣皮埃尔德谢雷讷、圣索沃尔、泰什、博略、科年莱戈尔日、韦尔科尔地区马勒瓦、朗屈雷勒。

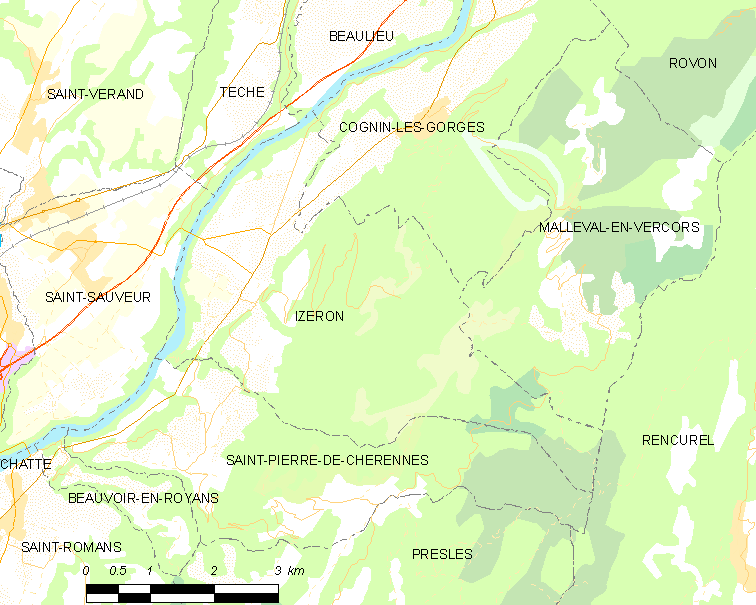
伊泽龙的OSM定位图

伊泽龙的时区为UTC+01:00、UTC+02:00（夏令时）。

## 行政
伊泽龙的邮政编码为38160，INSEE市镇编码为38195。

## 政治
伊泽龙所属的省级选区为南格雷西沃当县。

## 人口

1962-2008年间伊泽龙人口变化图示

伊泽龙于2022年1月1日时的人口数量为781人。